# Epiclerus femoralis
Epiclerus femoralis é uma espécie de insetos himenópteros, mais especificamente de moscas-serra pertencente à família Tetracampidae.
A autoridade científica da espécie é Walker, tendo sido descrita no ano de 1872.
Trata-se de uma espécie presente no território português.